# Blumenrod (Rödental)
Blumenrod ist ein Stadtteil der oberfränkischen Stadt Rödental im Landkreis Coburg.

## Geographie
Blumenrod liegt etwa neun Kilometer östlich von Coburg. Durch den Ort fließt der Krebsbach. Die Staatsstraße St 2206 von Mittelberg nach Fürth am Berg führt durch Blumenrod.

## Geschichte
Die erste Erwähnung Blumenrods war im Jahr 1225 als „rode“. Im Jahr 1317 ist die Bezeichnung „Blumenrode“ belegt. Damals wurde die Siedlung dem Coburger Spital geschenkt.
1353 kam Blumenrod mit dem Coburger Land im Erbgang zu den Wettinern und war somit ab 1485 Teil des Kurfürstentums Sachsen, aus dem später das Herzogtum Sachsen-Coburg hervorging. Der Ort war dem Amt Neustadt zugeordnet und gehört seit dem Mittelalter zur drei Kilometer entfernten Fechheimer Pfarrei.
Am 18. April 1901 erfolgte im benachbarten Spittelstein die Einweihung eines 1,3 Kilometer entfernten Schulhauses für den neu gegründeten Schulverband Spittelstein-Blumenrod. 1965 trat die Gemeinde dem Schulverband Einberg bei.
In einer Volksbefragung am 30. November 1919 stimmten zwei Blumenroder Bürger für den Beitritt des Freistaats Coburg zum thüringischen Staat und 21 dagegen. Somit gehörte ab dem 1. Juli 1920 Blumenrod zum Freistaat Bayern. 1925 umfasste das 251,83 Hektar große Dorf 109 Einwohner, die alle der evangelischen Kirche angehörten, und 18 Wohngebäude.
Zur Verbesserung der Wasserversorgung gründete die Gemeinde 1962 mit Spittelstein, Fechheim, Mittelwasungen und Aicha den Wasserzweckverband Spittelsteiner Gruppe. Zuvor war 1961 ein Tiefbrunnen gebohrt worden. Hausanschlüsse wurden 1965 verlegt. 1967 belieferte die Gruppe neben den Gründungsmitgliedern zusätzlich die Orte Birkig, Boderndorf, Fechheim, Kemmaten, Neu- und Neershof, Oberwasungen, Unterwasungen und Wellmersdorf mit Trinkwasser.
Am 1. Januar 1969 schloss sich Blumenrod mit der Nachbargemeinde Spittelstein zur neuen Gemeinde Steinrod zusammen, die am 1. Januar 1977 aufgelöst und in die Stadt Rödental eingegliedert wurde. Seitdem ist Blumenrod ein Stadtteil Rödentals. 1987 umfasste das Dorf 208 Personen, 54 Wohngebäude und 67 Wohnungen.
1991 wurde in Blumenrod auf dem benachbarten Gelände der ehemaligen Hausmülldeponie des Landkreises Coburg der erste Bauabschnitt einer Not- und Reststoffdeponie des Zweckverbands für Abfallwirtschaft in Nordwest-Oberfranken eröffnet. Seit 2009 ist die Deponie den Klassen I und II zugeordnet.

## Einwohnerentwicklung
| Jahr | Einwohnerzahl |
| ---- | ------------- |
| 1858 | 104           |
| 1910 | 100           |
| 1933 | 118           |
| 1939 | 116           |
| 1950 | 187           |
| 1960 | 156           |
| 1969 | 145           |
| 2010 | 215           |

## Persönlichkeiten
Marco Steiner, Kommunalpolitiker (Freie Wähler), Bürgermeister der Stadt Rödental